# Taimuras Tigijew
Taimuras Wasnojewitsch Tigijew (ossetisch Тыджыты Вазнойы фырт Таймураз, russisch Таймураз Вазноевич Тигиев; * 15. Januar 1982 in Ordschonikidse) ist ein kasachischer Freistilringer ossetischer Herkunft, der in der Klasse bis 96 kg (Schwergewicht) für Kasachstan startet. Sein jüngerer Bruder Soslan Tigiyev startet als Freistilringer für Usbekistan.
Tigijew trat erstmals 2001 in Erscheinung, als er beim Ringerweltcup in Baltimore nach der Finalniederlage gegen den Iraner Alireza Heidari Zweiter wurde. Im selben Jahr wurde er Dritter bei den Juniorenweltmeisterschaften in Taschkent. Bei den Ringer-Weltmeisterschaften 2003 in New York kam er auf Platz 14, bei den Asienspielen 2006 in Doha gewann er die Bronzemedaille.

## Doping
Bei den Olympischen Spielen 2008 in Peking kam er nach der Finalniederlage gegen den Russen Schirwani Muradow auf den 2. Platz des Siegertreppchens. Bei umfangreichen Nachtests 2016 wurde seine Dopingprobe mit verbesserten Methoden erneut getestet und ein positiver Befund festgestellt. Daraufhin wurde er vom IOC disqualifiziert und ihm die Silbermedaille aberkannt.